# Буркевич, Карл Иванович
Карл Иванович Буркевич (1868 — 1928) — депутат Государственной думы II  созыва от Курляндской губернии.

## Биография
Латыш, из крестьян. Родился 8 января 1868 года в Дундагской волости Виндавского уезда как внебрачный сын Марии Буркевич. Получил начальное образование. Старшина Либавской податной управы. Был волостным писарем. Гласный Либавской городской думы. Председатель Латышского общественного собрания.
B 1907 году избран во II Государственную думу от съезда уполномоченных от волостей. Входил в Конституционно-демократическую фракцию. Член Аграрной комиссии.
В 1919 году он был министром дорог во временном правительстве Латвии, возглавляемом Андриевсом Ниедрой.
В 1905 году женился на Вильгельмине Каролине, урождённой Яунбруне (родилась в 1874 году в Лиепае). Их дочь Эстрид Ольга Мария родилась в 1909 году в селе Нице.
Скончался в 1928 году.